# Llista d'ordinadors ficticis
Aquesta pàgina és un intent de ser una llista d'ordinadors a la ficció i la ciència-ficció.
Els ordinadors sovint han estat utilitzats com a objectes ficticis en la literatura, les pel·lícules, etc.

## Literatura

### Abans de 1950
- The Engine, una mena de generador mecànic d'informació que apareix a Els Viatges de Gulliver de Jonathan Swift. Aquest és considerat com el primer dispositiu fictici que s'assembla a un ordinador. (1726)

### 1950
- Multivac, una sèrie de supercomputadors presentats en diverses històries d'Isaac Asimov (1955–1985)

### 1960
- HAL 9000, l'ordinador a bord de la nau Discovery One, de la novel·la d'Arthur C. Clarke 2001: Una odissea de l'espai

### 1990
- The Gibson, un superordinador/servidor de la pel·lícula Hackers.

## Cinema

### 1960
- HAL 9000 (Heuristically programmed ALgorithmic computer) és un ordinador fictici de la missió a les pel·lícules 2001: Una odissea de l'espai i la seva seqüela (1968)
- Alfie, l'ordinador a bord de la nau a Barbarella (1968)

### 1970
- Mother, l'ordinador de la nau Nostromo, a Alien (1979)

### 1980
- Master Control Program, a la pel·lícula Tron (1982)
- WOPR (War Operations Plan and Response) a la pel·lícula WarGames (1983)
- Joshua, un subprograma que corre sobre el WOPR a WarGames (1983)
- Skynet, la intel·ligència artificial malèvola de Terminator i les seves seqüeles (1984)

### 1990
- Father, a la pel·lícula Alien: Resurrecció (1997)
- The Matrix, simulador de realitat virtual per a la pacificació d'humans, The Matrix (1999)
- Project 2501 Intel·ligència artificial desenvolupada per la Secció 6 a Ghost in the Shell (1995)

### 2000
- Red Queen, la intel·ligència artificial de la pel·lícula Resident Evil (2002)
- V.I.K.I., (Virtual Interactive Kinetic Intelligence) de Jo, Robot (2004)

## Pel·lícules i sèries de televisió

### 1960
- M5, un ordinador experimental a la sèrie original de Star Trek (1968)

### 1980
- Computer (Ordinador), l'ordinador activat mitjançant la veu, per a tots els propòsits, de la nau Enterprise (i altres naus) a Star Trek: The Next Generation.
- Data, l'androide de Star Trek: The Next Generation.

## Videojocs
- CABAL (Computer Assisted Biologically Augmented Lifeform) al Command and Conquer: Tiberian Sun, Command and Conquer: Renegade (1995)
- Pokedex una base de dades de tots els monstres Pokémon que apareixen a totes les versions del joc, normalment es mostra com un ordinador portàtil. (1996 en endavant)
- GlaDOS (Genetic Lifeform and Disk Operating System), antagonista de Portal (2007) i Portal 2 (2011)